# Seth Hellberg
Bengt Seth Kanteh Hellberg, född 19 augusti 1995, är en svensk-liberiansk fotbollsspelare som spelar för Nordic United.

## Klubbkarriär
Hellbergs moderklubb är IF Brommapojkarna. Inför säsongen 2014 flyttades han upp i klubbens A-lag och skrev på ett treårskontrakt. Han debuterade i Allsvenskan den 5 april 2014 mot Falkenbergs FF. Matchen slutade med en 1–0-förlust för BP och Hellberg blev inbytt i den 72:a minuten mot Filip Tronet.
I februari 2017 värvades Hellberg av Syrianska FC, där han skrev på ett tvåårskontrakt. Den 23 januari 2019 värvades Hellberg av IK Brage, där han skrev på ett tvåårskontrakt. I juni 2020 förlängde Hellberg sitt kontrakt fram över säsongen 2022. I januari 2024 offentliggjordes att Hellberg lämnar Brage.
I mars 2024 värvades Hellberg av Nordic United.

## Landslagskarriär
I augusti 2019 blev Hellberg uttagen i Liberias landslag. Han debuterade den 4 september 2019 i en 3–1-vinst över Sierra Leone.

## Karriärstatistik
| Klubb              | Säsong             | Liga               | Liga    | Liga | Svenska cupen | Svenska cupen | Övrigt  | Övrigt | Totalt  | Totalt |
| Klubb              | Säsong             | Division           | Matcher | Mål  | Matcher       | Mål           | Matcher | Mål    | Matcher | Mål    |
| ------------------ | ------------------ | ------------------ | ------- | ---- | ------------- | ------------- | ------- | ------ | ------- | ------ |
| IF Brommapojkarna  | 2014               | Allsvenskan        | 9       | 0    | 0             | 0             | —       | —      | 9       | 0      |
| IF Brommapojkarna  | 2015               | Superettan         | 26      | 8    | 4             | 0             | —       | —      | 30      | 8      |
| IF Brommapojkarna  | 2016               | Division 1 Norra   | 5       | 0    | 0             | 0             | —       | —      | 5       | 0      |
| IF Brommapojkarna  | Totalt             | Totalt             | 40      | 8    | 4             | 0             | —       | —      | 44      | 8      |
| Syrianska FC       | 2017               | Superettan         | 22      | 2    | 1             | 1             | —       | —      | 23      | 3      |
| Syrianska FC       | 2018               | Division 1 Norra   | 29      | 9    | 4             | 1             | 2       | 1      | 35      | 11     |
| Syrianska FC       | Totalt             | Totalt             | 51      | 11   | 5             | 2             | 2       | 1      | 58      | 14     |
| IK Brage           | 2019               | Superettan         | 28      | 1    | 3             | 0             | 2       | 0      | 33      | 1      |
| IK Brage           | 2020               | Superettan         | 18      | 5    | 2             | 1             | —       | —      | 20      | 6      |
| IK Brage           | 2021               | Superettan         | 19      | 2    | 1             | 0             | —       | —      | 20      | 2      |
| IK Brage           | 2022               | Superettan         | 26      | 2    | 2             | 0             | —       | —      | 28      | 2      |
| IK Brage           | 2023               | Superettan         | 23      | 4    | 2             | 0             | —       | —      | 25      | 4      |
| IK Brage           | Totalt             | Totalt             | 114     | 14   | 10            | 1             | 2       | 0      | 126     | 15     |
| Nordic United      | 2024               | Ettan Norra        | 14      | 2    | 0             | 0             | —       | —      | 14      | 2      |
| Totalt i karriären | Totalt i karriären | Totalt i karriären | 219     | 35   | 19            | 3             | 4       | 1      | 261     | 39     |

1. ↑  Uppflyttningskvalmatcher mot IFK Värnamo.[13][14]
2. ↑  Uppflyttningskvalmatcher mot Kalmar FF.[15][16]